# Бережне (Чугуївський район)
Бережне́ —  село в Україні, у Вовчанській міській громаді Чугуївського району Харківської області. Населення становить 72 осіб. До 2020 орган місцевого самоврядування — Котівська сільська рада.

## Географія
Село Бережне  знаходиться на початку балки Вовчий Яр, по якій протікає пересихаючий струмок. За 2,5 км розташоване село Котівка.

## Історія
1865 — дата заснування як хутір Портянкіне (за іншими даними 1885 рік).
1960 — перейменоване в село Бережне.
12 червня 2020 року, відповідно до Розпорядження Кабінету Міністрів України  № 725-р «Про визначення адміністративних центрів та затвердження територій територіальних громад Харківської області», увійшло до складу Вовчанської міської громади.
19 липня 2020 року, в результаті адміністративно-територіальної реформи та ліквідації Вовчанського району, село увійшло до складу Чугуївського району.

## Економіка
У селі є молочно-товарна ферма, машинно-тракторні майстерні.

## Пам'ятки
Вздовж північної околиці села розташовані чотири кургани висотою 0,5-2,2 м.